# Malouy
Malouy est une commune française située dans le département de l'Eure, en région Normandie.

## Géographie

### Localisation
Malouy est une commune de l'ouest du département de l'Eure. Elle est située dans la région naturelle du Lieuvin.

### Communes limitrophes
Les communes limitrophes sont Bournainville-Faverolles, Courbépine, Duranville et Saint-Martin-du-Tilleul.
| Duranville               | Le Theil-Nolent, Courbépine | Courbépine |
| Bournainville-Faverolles | Malouy                      | Courbépine |
|                          | Saint-Martin-du-Tilleul     |            |

### Hydrographie
La commune est située dans le bassin Seine-Normandie. Elle n'est drainée par aucun cours d'eau,.

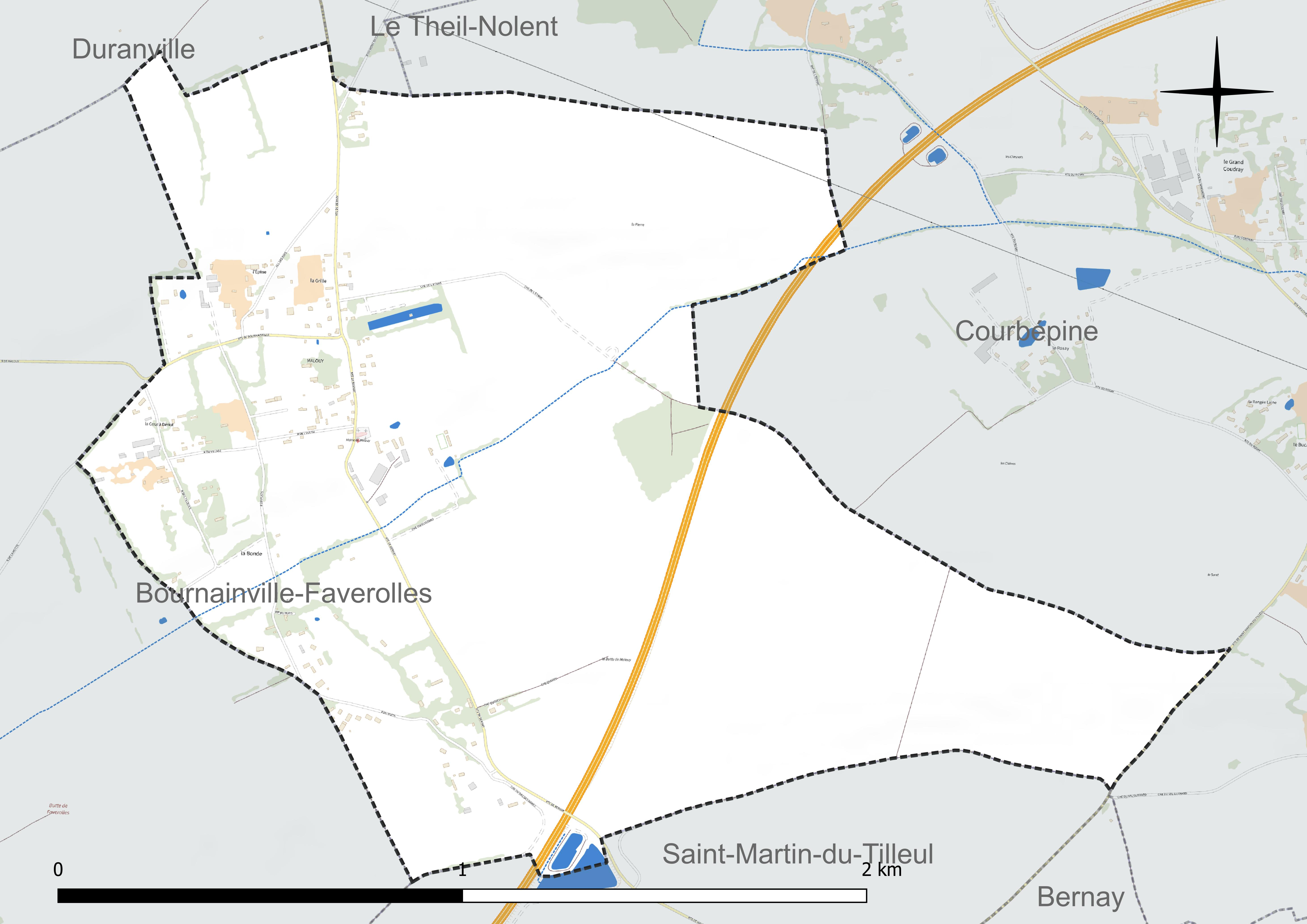
Réseau hydrographique de Malouy.

### Climat
Pour des articles plus généraux, voir Climat de la Normandie et Climat de l'Eure.
En 2010, le climat de la commune est de type climat océanique altéré, selon une étude du CNRS s'appuyant sur une série de données couvrant la période 1971-2000. En 2020, Météo-France publie une typologie des climats de la France métropolitaine dans laquelle la commune est exposée à un climat océanique et est dans la région climatique Côtes de la Manche orientale, caractérisée par un faible ensoleillement (1 550 h/an) ; forte humidité de l’air (plus de 20 h/jour avec humidité relative > 80 % en hiver), vents forts fréquents. Parallèlement le GIEC normand, un groupe régional d’experts sur le climat, différencie quant à lui, dans une étude de 2020, trois grands types de climats pour la région Normandie, nuancés à une échelle plus fine par les facteurs géographiques locaux. La commune est, selon ce zonage, exposée à un « climat contrasté des collines », correspondant au Pays d’Auge, Lieuvin et Roumois, moins directement soumis aux flux océaniques et connaissant toutefois des précipitations assez marquées en raison des reliefs collinaires qui favorisent leur formation.
Pour la période 1971-2000, la température annuelle moyenne est de 10 °C, avec  une amplitude thermique annuelle de 13,5 °C. Le cumul annuel moyen de précipitations est de 828 mm, avec 12,6 jours de précipitations en janvier et 8,5 jours en juillet. Pour la période 1991-2020, la température moyenne annuelle observée sur la station météorologique la plus proche, située sur la commune de Bernay à 7 km à vol d'oiseau, est de 10,9 °C et le cumul annuel moyen de précipitations est de 666,9 mm,. Pour l'avenir, les paramètres climatiques de la commune estimés pour 2050 selon différents scénarios d’émission de gaz à effet de serre sont consultables sur un site dédié publié par Météo-France en novembre 2022.

## Urbanisme

### Typologie
Au 1er janvier 2024, Malouy est catégorisée commune rurale à habitat dispersé, selon la nouvelle grille communale de densité à 7 niveaux définie par l'Insee en 2022.
Elle est située hors unité urbaine. Par ailleurs la commune fait partie de l'aire d'attraction de Bernay, dont elle est une commune de la couronne,. Cette aire, qui regroupe 36 communes, est catégorisée dans les aires de moins de 50 000 habitants,.

### Occupation des sols

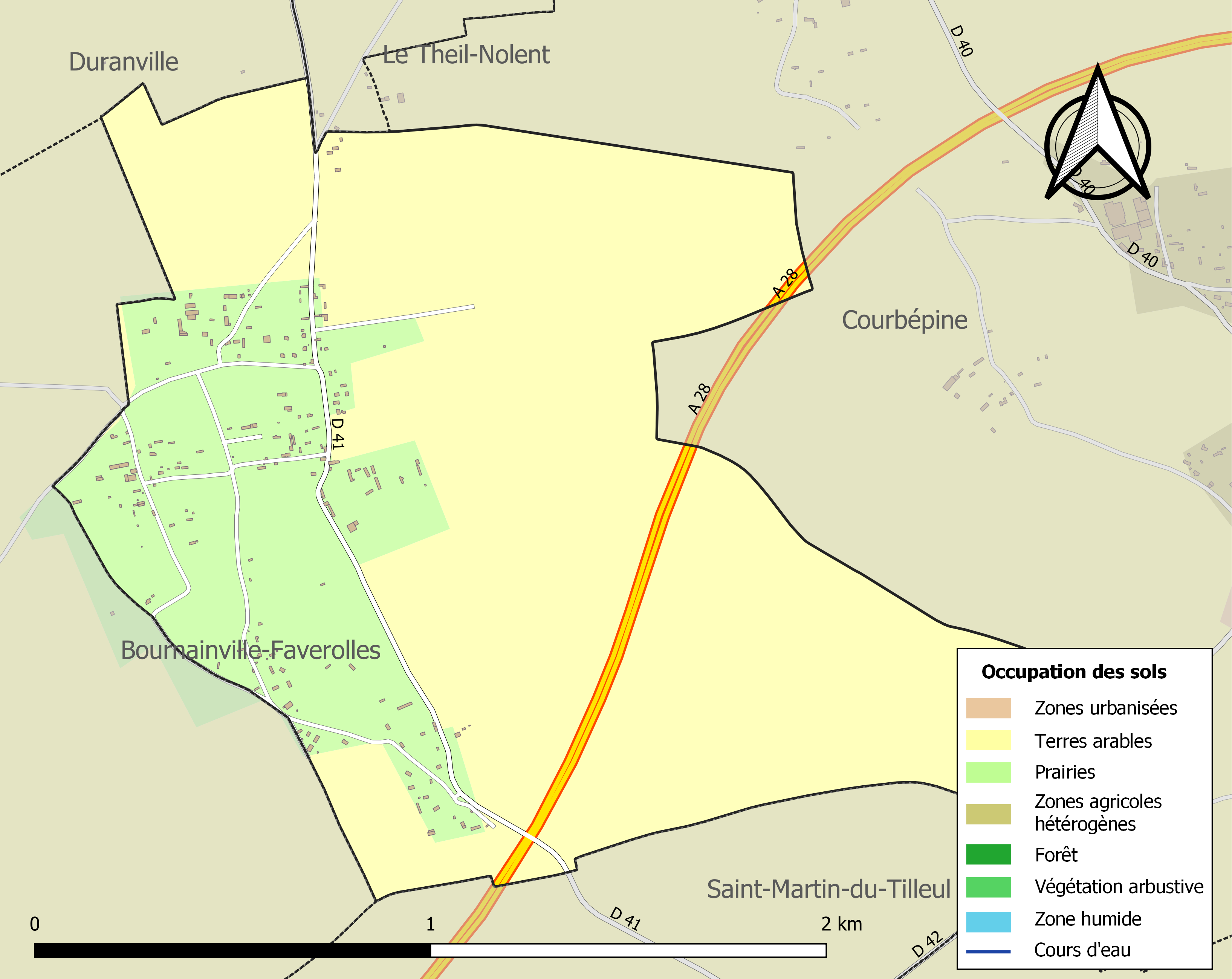
Carte des infrastructures et de l'occupation des sols de la commune en 2018 (CLC).

L'occupation des sols de la commune, telle qu'elle ressort de la base de données européenne d’occupation biophysique des sols Corine Land Cover (CLC), est marquée par l'importance des territoires agricoles (100 % en 2018), une proportion identique à celle de 1990 (100 %). La répartition détaillée en 2018 est la suivante : 
terres arables (75,8 %), prairies (24,2 %). L'évolution de l’occupation des sols de la commune et de ses infrastructures peut être observée sur les différentes représentations cartographiques du territoire : la carte de Cassini (XVIIIe siècle), la carte d'état-major (1820-1866) et les cartes ou photos aériennes de l'IGN pour la période actuelle (1950 à aujourd'hui).

### Habitat et logement
En 2020, le nombre total de logements dans la commune était de 76, alors qu'il était de 71 en 2015 et de 60 en 2010.
Parmi ces logements, 86,8 % étaient des résidences principales, 7,9 % des résidences secondaires et 5,3 % des logements vacants. Ces logements étaient pour 96 % d'entre eux des maisons individuelles et pour 0 % des appartements.
Le tableau ci-dessous présente la typologie des logements à Malouy en 2020 en comparaison avec celle de l'Eure et de la France entière. Une caractéristique marquante du parc de logements est ainsi une proportion de résidences secondaires et logements occasionnels (7,9 %) supérieure à celle du département (6,2 %) mais inférieur à celle de la France entière (9,7 %). Concernant le statut d'occupation de ces logements, 76,9 % des habitants de la commune sont propriétaires de leur logement (76,6 % en 2015), contre 65,3 % pour l'Eure et 57,5 pour la France entière.
| Typologie                                               | Malouy | Eure | France entière |
| ------------------------------------------------------- | ------ | ---- | -------------- |
| Résidences principales (en %)                           | 86,8   | 85,5 | 82,1           |
| Résidences secondaires et logements occasionnels (en %) | 7,9    | 6,2  | 9,7            |
| Logements vacants (en %)                                | 5,3    | 8,2  | 8,2            |

### Voies de communication et transports
Le territoire communal est traversé par l'Autoroute A28 dont la sortie la plus proches est au Courbépine.

## Toponymie
Le nom de la localité est attesté sous les formes Mallogiæ (charte de Richard II) et Malogias en 1025 (Copie du XVe siècle, Fauroux 35); Maloe en 1180; Malus Auditus en 1229; Male Oyen en 1260 (cartulaire de Saint-Wandrille); Mallouy vers 1610 (aveu de Charlotte des Ursins).
Le toponyme semble apparenté à Malouy (Eure, Saint-Nicolas-d'Attez); Malloué (Calvados) et Malouet (Manche, Saint-Nicolas-près-Granville, Maloiaco 1050 - 1066; Maloe 1260). L'origine en est indéterminée.

## Politique et administration

### Rattachements administratifs et électoraux

#### Rattachements administratifs
La commune se trouve dans l'arrondissement de Bernay du département de l'Eure.
Elle faisait partie de 1793 à 1985  du canton de Bernay, année où celui-ci est scindé et la commune rattachée au canton de Bernay-Ouest. Dans le cadre du redécoupage cantonal de 2014 en France, cette circonscription administrative territoriale a disparu, et le canton n'est plus qu'une circonscription électorale.

#### Rattachements électoraux
Pour les élections départementales, la commune fait partie depuis 2014 d'un nouveau canton de Bernay
Pour l'élection des députés, elle fait partie de la troisième circonscription de l'Eure.

### Intercommunalité
Malouy était membre de la communauté de communes de Bernay et des environs, un établissement public de coopération intercommunale (EPCI) à fiscalité propre créé fin 1999  et auquel la commune avait transféré un certain nombre de ses compétences, dans les conditions déterminées par le code général des collectivités territoriales.
Dans le cadre des dispositions de la loi portant nouvelle organisation territoriale de la République du 7 août 2015, qui prévoit que les établissements publics de coopération intercommunale (EPCI) à fiscalité propre doivent avoir un minimum de 15 000 habitants, cette intercommunalité a fusionné avec ses voisines pour former, le 1er janvier 2017, la communauté de communes dénommée Intercom Bernay Terres de Normandie, que la commune quitte en 2018 pour intégrer la communauté de communes Lieuvin Pays d'Auge et dont elle est désormais membre.

## Équipements et services publics

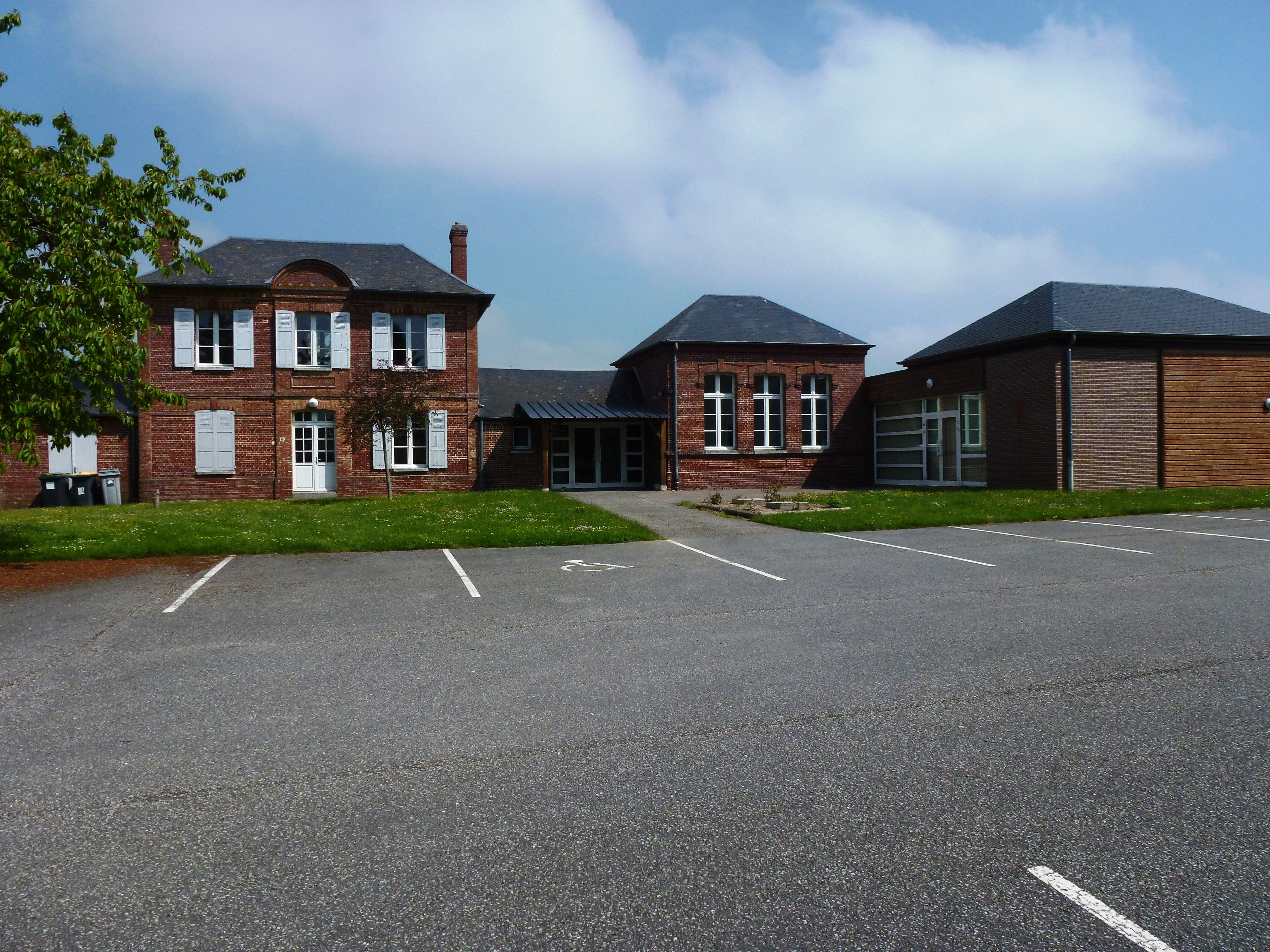
La salle communale.

### Liste des maires
| Période                                  | Période                      | Identité        | Étiquette | Qualité              |
| ---------------------------------------- | ---------------------------- | --------------- | --------- | -------------------- |
| Les données manquantes sont à compléter. |                              |                 |           |                      |
|                                          |                              |                 |           |                      |
| 1965                                     | 1971                         | Louis Louvet    |           |                      |
| 1977                                     | 1983                         | Roger Lebertre  |           |                      |
| mars 2001                                | 2004                         | Pierre Brangeon | FN        |                      |
| octobre 2004                             | février 2024                 | Alain Mechoud   | DVD       | Cadre Démissionnaire |
| février 2024                             | En cours (au 7 février 2024) | Bertand Launay  |           | retraité agricole    |

## Population et société

### Démographie
L'évolution du nombre d'habitants est connue à travers les recensements de la population effectués dans la commune depuis 1793. Pour les communes de moins de 10 000 habitants, une enquête de recensement portant sur toute la population est réalisée tous les cinq ans, les populations de référence des années intermédiaires étant quant à elles estimées par interpolation ou extrapolation. Pour la commune, le premier recensement exhaustif entrant dans le cadre du nouveau dispositif a été réalisé en 2004.

En 2022, la commune comptait 171 habitants, en évolution de +6,21 % par rapport à 2016 (Eure : −0,25 %, France hors Mayotte : +2,11 %).
| 1793 | 1800 | 1806 | 1821 | 1831 | 1836 | 1841 | 1846 | 1851 |
| ---- | ---- | ---- | ---- | ---- | ---- | ---- | ---- | ---- |
| 241  | 213  | 272  | 279  | 296  | 300  | 280  | 303  | 267  |

| 1856 | 1861 | 1866 | 1872 | 1876 | 1881 | 1886 | 1891 | 1896 |
| ---- | ---- | ---- | ---- | ---- | ---- | ---- | ---- | ---- |
| 264  | 241  | 240  | 207  | 211  | 207  | 200  | 179  | 161  |

| 1901 | 1906 | 1911 | 1921 | 1926 | 1931 | 1936 | 1946 | 1954 |
| ---- | ---- | ---- | ---- | ---- | ---- | ---- | ---- | ---- |
| 144  | 119  | 115  | 102  | 122  | 94   | 96   | 86   | 104  |

| 1962 | 1968 | 1975 | 1982 | 1990 | 1999 | 2004 | 2006 | 2009 |
| ---- | ---- | ---- | ---- | ---- | ---- | ---- | ---- | ---- |
| 115  | 100  | 95   | 119  | 125  | 98   | 109  | 105  | 130  |

| 2014 | 2019 | 2022 | - | - | - | - | - | - |
| ---- | ---- | ---- | - | - | - | - | - | - |
| 155  | 162  | 171  | - | - | - | - | - | - |

## Culture locale et patrimoine

### Lieux et monuments
- Église Saint-Pierre[25].

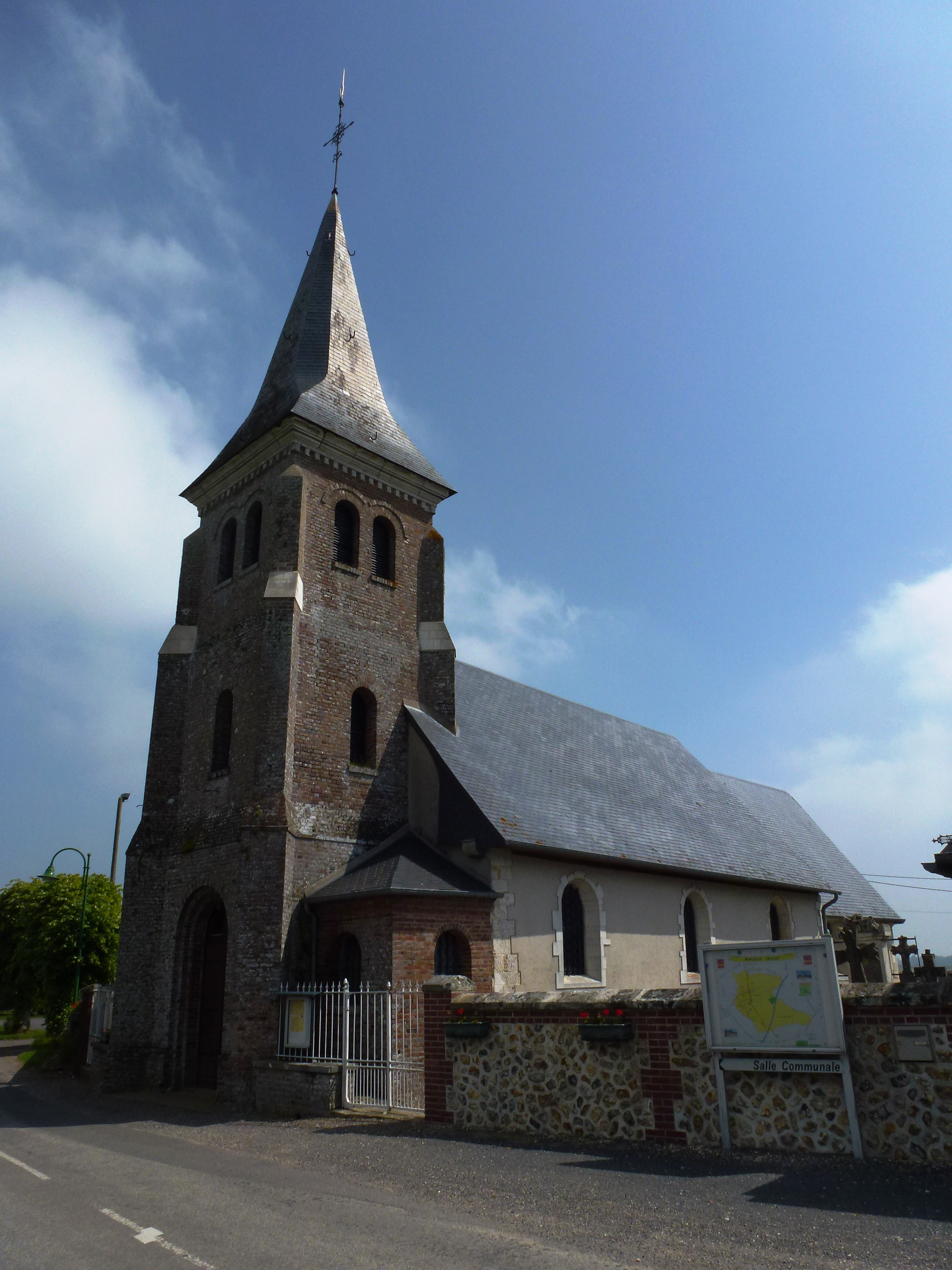
L'église Saint-Pierre
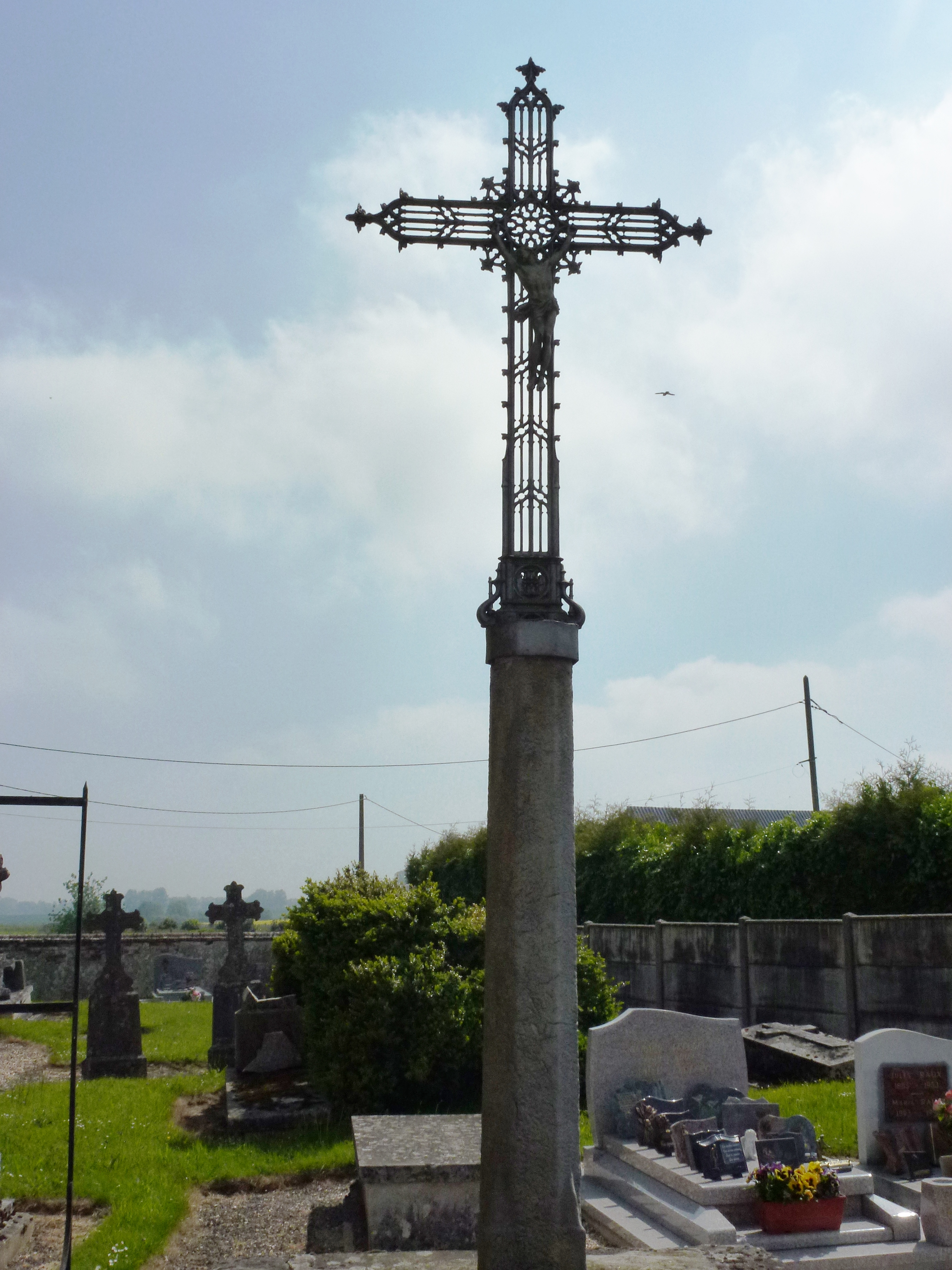
Croix de cimetière.
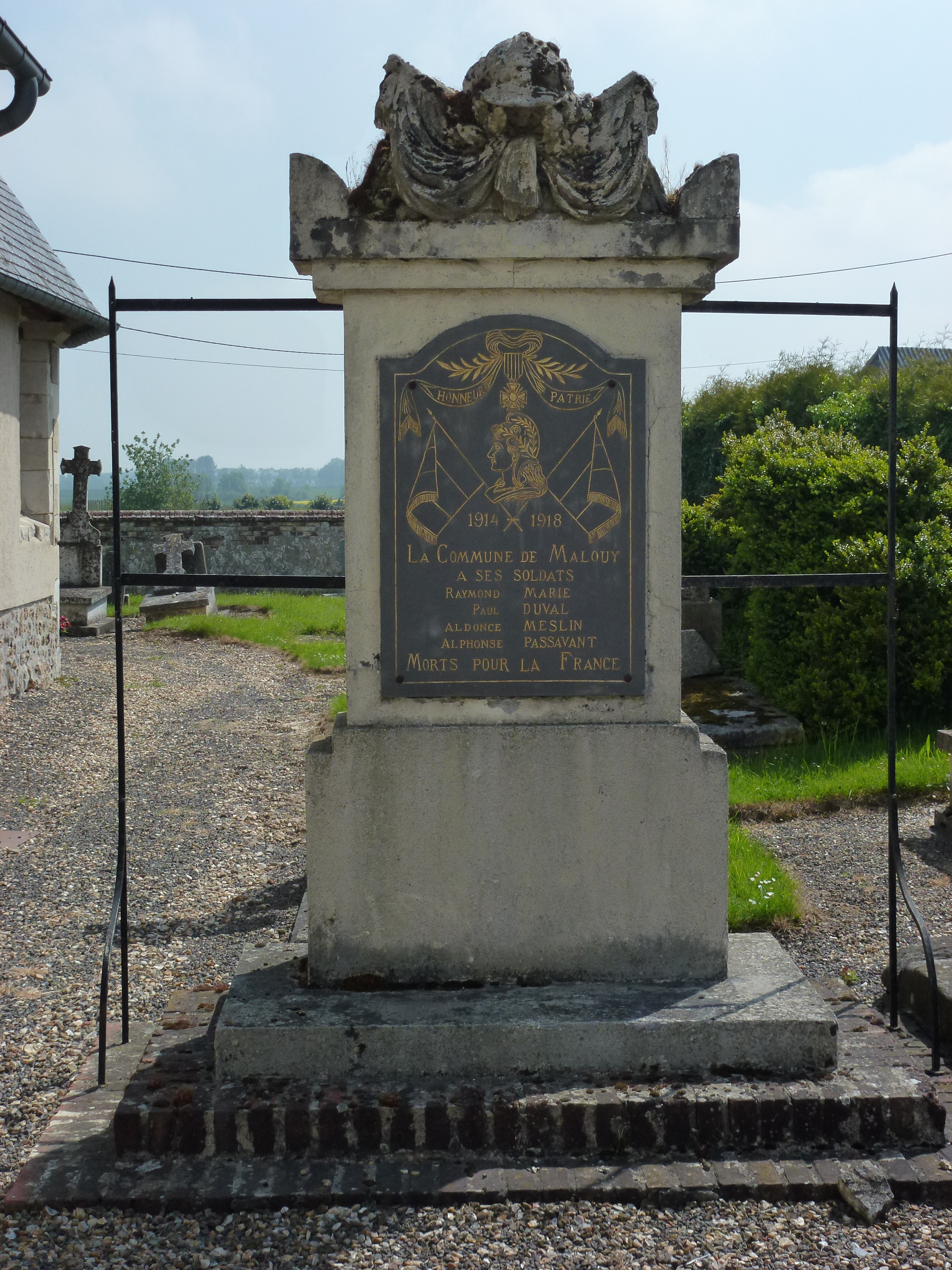
Monument aux morts.

### Héraldique
| Blason de Malouy | Blason  | de gueules à la fasce abaissée d'or, chargée de l'inscription « MALOUY » en lettres de sable, accompagnée en chef d'un léopard d'or et en pointe d'une paire de sabots accolés de profil, contournés, au naturel. |
| Blason de Malouy | Détails | Le léopard d'or sur champ de gueules rappelle les armes de la Normandie. Le statut officiel du blason reste à déterminer.                                                                                         |

## Pour approfondir